# Cadmus et Hermione
Cadmus et Hermione ist die erste, von Jean-Baptiste Lully komponierte und auf einem Livret von Philippe Quinault basierende Tragédie lyrique. Sie wurde am 27. April 1673 im Theater in der Rue de Vaugirard in Paris zum ersten Mal in Anwesenheit Ludwigs XIV. aufgeführt.
Da Lully mit dieser Aufführung den Geschmack des Königs getroffen hatte, wurde ihm der Palais Royal zur Verfügung gestellt und Molières Truppe umgesiedelt.
Die Textvorlage für Cadmus et Hermione stammte von Philippe Quinault, der Ludwig XIV. verschiedene Stoffe vorlegte, aus denen dieser die Geschichte der nächsten Tragédie lyrique auswählte. Lully verfasste insgesamt 13 Tragédies lyriques, wovon zehn auf Geschichten der griechischen und römischen Mythologie basierten und drei (die letzten drei) auf den Sagen französischer Helden. Die Sagen und Legenden der Helden vergangener Tage waren dem Publikum wohlbekannt. Quinault schreckte auch nicht davor zurück, sich von anderen Werken inspirieren zu lassen. Beispielsweise lieh er sich für den 2. Akt von Cadmus et Hermione die steinernen Statuen von Abbé Buti aus. Im Gegensatz zu Italien spielten die Livrets in Frankreich eine beachtenswerte Rolle und wurden nicht selten mit Anmerkungen über das Privatleben der Darsteller versehen.

## Geschichte
Hermione (im griechischen Original Harmonia, Göttin der Eintracht)
Cadmus (im griechischen Original Kadmos, König von Theben (Böotien))

## Aufbau
Die grundlegende Figurenkonstellation für Quinaults Livret bildeten meist ein Liebespaar (Cadmus und Hermione), ein mächtiger Rivale (Arbas) und Götter (Jupiter, Pallas), die in das Geschehen eingriffen. Hinzu kamen Maschinen des Italieners Carlo Vigarani, die spektakuläre Szenen, insbesondere der Götter, ermöglichten. Neben Vigaranis Maschinen zeigten der bedachte Gebrauch des Chores, die Einbindung von Divertissements, der Einsatz von Rondeau Airs und die Dominanz der Rezitative, wie sehr Lully um einen eigenen, nationalen Stil bemüht war.

## Mythos vs. Dramaturgie

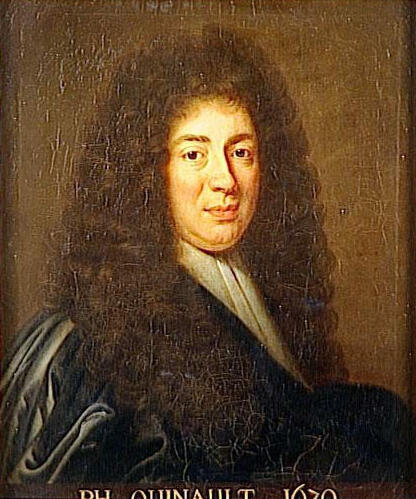
Philippe Quinault, der Verfasser des Livret

Der antike Mythos, der dem Werk Cadmus et Hermione zu Grunde liegt, ist im dritten Buch von Ovids Metamorphosen zu finden. Um den ursprünglichen Mythos der Dramaturgie anzupassen, nahm Quinault einige Veränderungen vor. In der ursprünglichen Geschichte zieht Kadmos los, um seine Schwester Europa zu befreien, die von dem als Stier auftretenden Zeus gefangen genommen worden war. In der Tragédie lyrique überlässt Quinault Europa ihrem Schicksal und lässt Cadmus mehr durch seine schönen Augen kämpfen, als für seine Schwester Europa und die Entwicklung der Zivilisation, was durch dessen liebliche Sprache, die mehr die eines Charmeurs ist als die eines antiken Helden, zum Ausdruck kommt.
In Quinaults Livret wurde Hermione von Draco, einem Drachen, gefangen genommen, der sie nun gegen ihren Willen ehelichen möchte. Cadmus ist dazu bestimmt Hermione zu befreien, als diese versucht ihn davon zu überzeugen, dass es besser sei, sie zu vergessen, wird er seiner Ritterrolle vollkommen gerecht.
Doch bevor die Liebenden vereint werden, was durch Cadmus' Heldenhaftigkeit gerechtfertigt wird, ist Cadmus am Boden zerstört und glaubt seine von Hera auf einen Regenbogen entführte Geliebte für immer verloren zu haben. Durch Pallas wird ihm mitgeteilt, dass Jupiter auf seiner Seite stehe, womit der Deus ex Machina das Dénouement heraufbeschwört. Cadmus' Ehrenhaftigkeit steht im gesamten Stück dem kontrastierenden Charakter seines Dieners Arbas entgegen, der eine der aus dem Comédie-ballet übernommenen komischen Figuren verkörpert. Als Cadmus gegen den Drachen kämpft, flieht Arbas voller Angst, behauptet im Nachhinein aber, den Drachen getötet zu haben.
Philippe Quinault hat dem Mythos um Cadmus und Hermione somit nicht nur die perfekte Form eines aristotelischen fünfaktigen Dramas verliehen, sondern seine Figuren und das Handlungsschema den motivisch-thematischen Bedürfnissen einer Tragödie angepasst.

## Motiv der Liebe und Ehre
Die thematische Grundlage der meisten Tragédies lyriques, eingeschlossen Cadmus et Hermione, bilden die Liebe und die Ehre. Der Held, in diesem Falle Cadmus, muss ehrenhaft und großzügig sein und sich darüber hinaus für Schwächere einsetzen. In der Abschiedsszene zwischen Cadmus und Hermione demonstriert Cadmus wahre Heldenhaftigkeit und zeigt dabei die wichtigsten Regeln dieses Motives auf: Der Held muss seine eigenen Fähigkeiten in Frage stellen und glauben, seine Liebe für immer verloren zu haben. Falls der Held seine Liebe nicht erobern kann, gebietet es ihm die Ehre, seine Gefühle zu beherrschen und seine Leidenschaft in den Dienst wehrloser, hilfsbedürftiger Personen zu stellen. Wird dieses Ideal erfüllt, so wird der Protagonist aus seiner Traurigkeit erlöst, indem er mit der Frau seines Begehrens vereint wird. Sollte der Protagonist jedoch unehrenhaft handeln, sich also von Eifersucht und Rachsucht dominieren lassen, wird er mit Elend oder Tod bestraft. Cadmus und Hermione werden somit am Ende des Werkes nicht für das belohnt, was sie getan haben, sondern für das, was sie verkörpern.

## Strukturanalyse

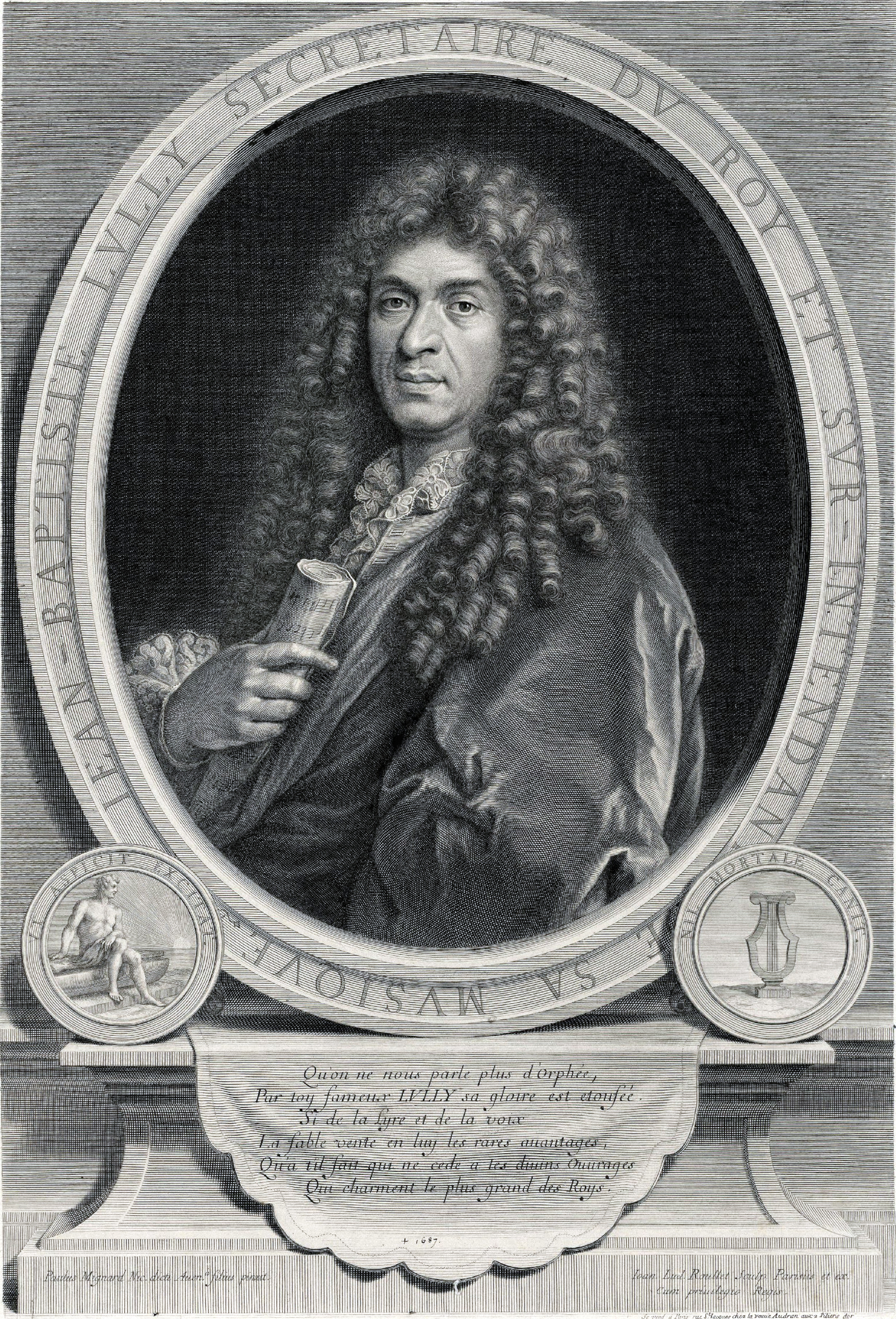
Jean-Baptiste Lully

Lullys Tragédies lyriques waren völlig musikalisierte Tragödien und so verwundert es nicht, dass Cadmus et Hermione die Struktur einer nahezu perfekten Tragödie aufweist: Das Werk beginnt mit einem Prolog und ist in fünf Akte gegliedert. Die von Aristoteles geforderte Einheit von Ort, Zeit und Handlung findet generell nur sehr selten und dann auch nur teilweise Beachtung. Einzig und allein die Einheit der Handlung bleibt in Cadmus et Hermione gewahrt. Spektakuläre Szenenwechsel, die aus dem Maschinentheater und dem Ballet de cour bekannt waren, erfreuten sich auch hier großer Beliebtheit.
Die französische Ouvertüre besteht wie üblich aus zwei Teilen, die in komplementären Stiltypen gehalten sind. Typischerweise endet der erste Teil der Ouvertüre (T. 1-12) auf der Dominante der Ausgangstonart (G-Dur) und wirkt durch die Kombination von langsamem Tempo mit punktierten Noten, auch Saccadé genannt, majestätischer als der schnellere, im fugalen Stil gehaltene zweite Teil (T.13-57). Kennzeichnend im zweiten Teil ist darüber hinaus die Imitation verschiedener Motive.
Lullys Harmonien erscheinen oft einfach, erzielen aber zum Beispiel durch verminderte Dominant- und Nonakkorde interessante Effekte.
Nur vier Prologe, der von Lully verfassten Tragédies lyriques stehen mit dem bevorstehenden Stück in direktem Zusammenhang, alle übrigen stellen allegorische Lobeshymnen auf Ludwig XIV. dar. Somit bildet der Prolog in Cadmus et Hermione keine Ausnahme, wenn er auf allegorische Art und Weise und in Anlehnung an das 8. Buch von Ovids Metamorphosen auf die erfolgreiche Beendigung der Niederländischen Kriege verweist. Außerdem könnte man den Prolog auf Grund seiner Unterteilung in fünf Szenen und seines Umfangs, unter rein formalen Aspekten als einen selbstständigen Akt bezeichnen.
Bei der Gestaltung der einzelnen Akte fällt auf, dass die dialogischen Szenen in regelmäßigen Abständen von Rondeaus (Prolog, 3), Ritournellen (I, 3) oder anderen Zwischenspielen abgelöst werden. Darüber hinaus hatten Lully und Quinault schon im Vorfeld vereinbart, dass die Handlung innerhalb eines jeden Aktes Anlass für ein Divertissement oder eine Fête geben solle. Dieser Vorsatz wird beispielsweise durch die Chaconne in I, 4 oder den Tanz der steinernen Statuen in II, 6 eingehalten.
Ein weiteres Charakteristikum, das aus dem Comédie Ballet übernommen wurde, bildet die Verknüpfung zweier aufeinanderfolgender Szenen durch die stetige Präsenz einer oder mehrerer Personen. Diese Rolle übernimmt zum Beispiel Cadmus im 4. Akt. Durch seine ununterbrochene Anwesenheit in allen Szenen, markiert er die einzelnen Szenen als Teile einer Einheit.

### Musikalien
- Henry Prunières (Hrsg.); Jean-Baptiste Lully: Oeuvres Complètes de J.-B. Lully. Editions de la Revue Musicale, Paris 1930–32.
- Jean-Baptiste Lully: Cadmus et Hermione: tragédie lyrique en cinq actes et un prologue. Michaelis, Paris [s.n.]

### Schrifttum
- James R. Anthony: French Baroque Music- from Beaujoyeulx to Rameau. B.T. Batsford, London 1973, ISBN 0-7134-0755-7.
- Philippe Beaussant: Lully ou Le musicien du Soleil. Gallimard / Théatre des Champs-Élysées, Paris 1992, ISBN 2-07-072478-6.
- Rebecca Harris-Warrick: The phrase structures of Lully's dance music. In: John Hajdu Heyer (Hrsg.): Lully Studies. Cambridge University Press, Cambridge 2000, ISBN 0-521-62183-6.
- Théodore De Lajarte: Introduction. In: Cadmus et Hermione: tragédie lyrique en cinq actes et un prologue. Michaelis, Paris [s.n.] OCLC 729405953, S. 1–6.
- Joyce Newman: Jean-Baptiste de Lully and his Tragédies Lyriques. Rochester University Press, Rochester 1979, ISBN 0-8357-1002-5.
- Henry Prunières: Préface. In: Oeuvres Complètes de J.-B. Lully. Editions de la Revue Musicale, Paris 1930–32, S. 1–6.
- Graham Sadler, Caroline Wood: French Baroque Opera: a reader. Ashgate, Hants 2000, ISBN 1-84014-241-3.